# Compagnie de chemins de fer départementaux
Pour les articles homonymes, voir CFD.
La Compagnie de chemins de fer départementaux (CFD) est une entreprise française historiquement spécialisée dans la construction de matériel ferroviaire. Elle a jadis travaillé à la construction et à l'exploitation de réseaux de lignes ferroviaires. Elle est cotée en bourse (FR0000037871 - MLCFD). Depuis les années 2000, elle est certifiée ISO 9001 et est une holding qui gère des activités industrielles en lien avec le ferroviaire ainsi qu'un patrimoine immobilier. Le capital est essentiellement familial.

## Histoire

### Débuts

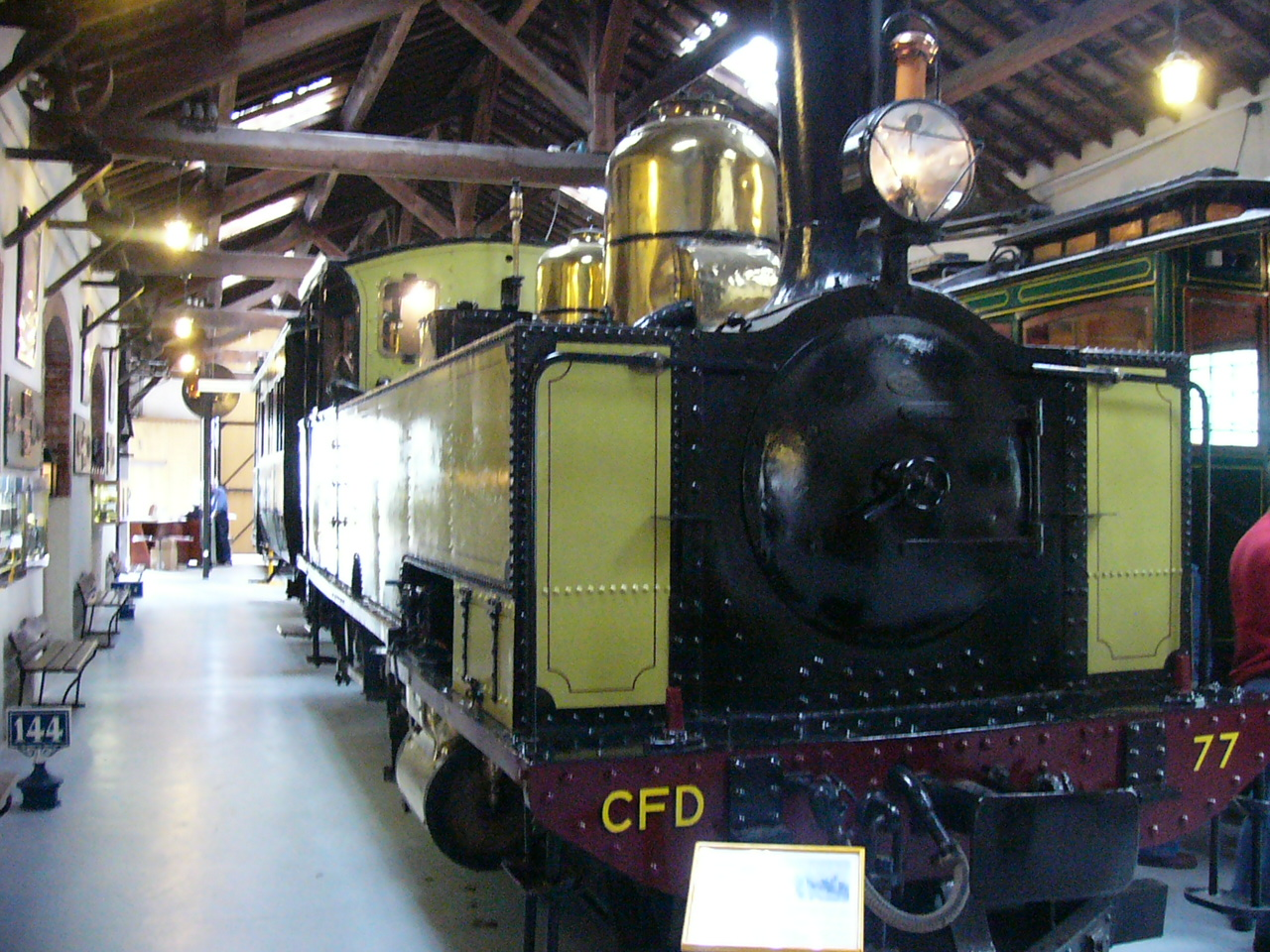
Locomotive à vapeur n°77, de la compagnie CFD, construite par Cail et exposée au musée des transports de Pithiviers.

La Compagnie de chemins de fer départementaux a été créée le 4 août 1881, pour construire et exploiter des lignes de chemin de fer. La majorité de ces lignes a nécessité l'emploi de la voie métrique pour une question de prix de revient et en raison du relief traversés de certains réseaux.  
La Compagnie a été formée par deux sociétés de banque belges, unies au Crédit Foncier. Son capital à l'origine était de 30 millions de francs. C'est dans le cadre de la loi du 11 juin 1880 (garantie d'intérêt pour les VFIL et tramways) qu'ont été formées les Compagnies CFD et la Société générale des chemins de fer économiques. 
La première ligne construite par la compagnie CFD a été la ligne de Port-Boulet à Château-Renault, en Indre-et-Loire. Il existait deux réseaux de montagne à l'époque: le réseau des Chemins fer de la Corse, CFC, le réseau du Vivarais et de la Lozère. Le réseau des CFD a compté jusqu'à 3 000 km de lignes. La majorité d'entre elles ont été fermées, dans les années 1950 faute de rentabilité, comme de nombreuses lignes secondaires françaises. Les lignes restantes ont été reprises par la SNCF, ou par les collectivités locales.

### Construction de matériel ferroviaire
Afin de remplacer les locomotives à vapeur, et en complément des autorails (construits par Billard), la compagnie CFD commence à développer la construction de locomotives Diesel, essentiellement en voie métrique. Ainsi, dans les ateliers de ses divers réseaux, les premières locomotives Diesel sont construites sur des châssis de machines à vapeur. 
Les ateliers de Montmirail dans le département de la Marne se spécialisent dans ce travail. La construction de matériel ferroviaire est donc devenu la principale activité, après l'exploitation et la fermeture de la plupart des lignes de la compagnie.
En 1992, la compagnie CFD reprend l’ancien département construction ferroviaire de la société Soulé à Bagnères-de-Bigorre, qui devient ainsi CFD Bagnères, filiale à 100 % du groupe CFD. Cette reprise lui permet de bénéficier des techniques de construction de voitures de chemin de fer et d'autorails. 
Sous le nom de CFD Bagnères, la nouvelle société est choisie en 2006 pour construire les douze nouveaux autorails AMG 800 des CFC en service actuellement. Les Chemins de Fer de Provence reçoivent également 4 unités du même type, avec une évolution du moteur V 8 Deutz, et la Société des chemins de fer tunisiens reçoivent également 10 exemplaires. La construction de matériel ferroviaire est désormais la principale activité de la CFD. Mais cela évoluera à partir de 2011.

### Années stratégiques pour les activités
En mars 2008, 60 % du capital de CFD Bagnères est cédé au constructeur ferroviaire espagnol CAF pour la somme de 8 millions d'euros . Le partenariat avec un plus gros constructeur ferroviaire est nécessaire du fait du gros carnet de commandes en cours pour CFD Bagnères, qui demande des cautions importantes pour assurer l'activité de l'entreprise. Les 40 % restants sont détenus par la holding CFD, cotée sur le marché libre de la bourse de Paris. Fin mars 2010, la holding rachète 10 % du capital du Groupe "Richard Flamée".  
En 2010, à la suite d'un désaccord entre la holding CFD et la société espagnole CAF concernant la gestion de CFD Bagnères, toujours sur fonds d'un plan de charges important et de garanties insuffisantes pour assurer la pérennité de l'entreprise, la holding CFD exerce son option de vente sur les 40 % restants et reçoit de CAF 4,7 millions d'euros, ce qui met fin de facto au partenariat entre CFD Bagnères et sa maison mère, par un accord signé le 6 décembre 2010. En avril 2011, la holding CFD modifie la composition de ses filiales en rachetant l'ensemble des sociétés du groupe belge Flamée. 
L'organigramme devient alors :

### Année 2012, deux nouvelles acquisitions
Assise sur une grosse trésorerie issue principalement de la vente de CFD Bagnères, la compagnie cherche de la croissance externe. Ainsi en janvier 2012, elle a pris une participation de 60 % dans la société ROUXEL Informatique, spécialisée dans des logiciels de gestion de véhicules et gestion d’ateliers à destination des entreprises de transports routiers. Ses principaux clients sont Veolia, Keolis et RATP. 
En février 2012, la société "Segrif" reprend la société "Dr Brandt" qui fabrique les tensiomètres industriels dont "Segrif" était l’importateur sur les pays francophones. La société "Dr Brandt" située à Bochum, en Allemagne, possède un effectif de 25 personnes.

### Années 2013 à 2016, nouvelles acquisitions
Le groupe CFD continue sa stratégie de développement et de renforcement dans 3 secteurs d'activités:
- Ferroviaire
- Logiciels logistique et transport
- Techniques industrielles

En 2013, la société de logiciels de logistique et gestion d'entrepôt Infflux est intégrée au groupe.
En 2014, ASCO Instruments rejoint le groupe, société spécialisée dans l'analyse des gaz et des capteurs spécifiques aux secteurs pétroliers et nucléaires. 
En 2015, Microtrans, société spécialisée dans les logiciels de transport, est intégrée au groupe CFD. 
En 2016, l'usine PETROUTILAJ est rachetée par le bureau d'études 3DRD pour former PETROUTILAJ-3DRD. Cette nouvelle entité de CFD permet au groupe d'avoir un bureau d'études, un site de fabrication et de réparation pour le matériel roulant ferroviaire. En 2018, la Compagnie rachète les 40 % restants de la société Rouxel Informatique.

## Liste des lignes construites et exploitées
Toutes les lignes sont à voie métrique, excepté celles du réseau de la Manche.

### Réseaux concédés

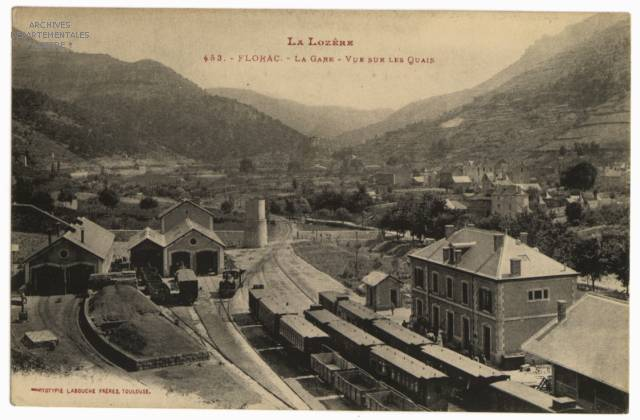
Gare et dépôt de Florac en Lozère.

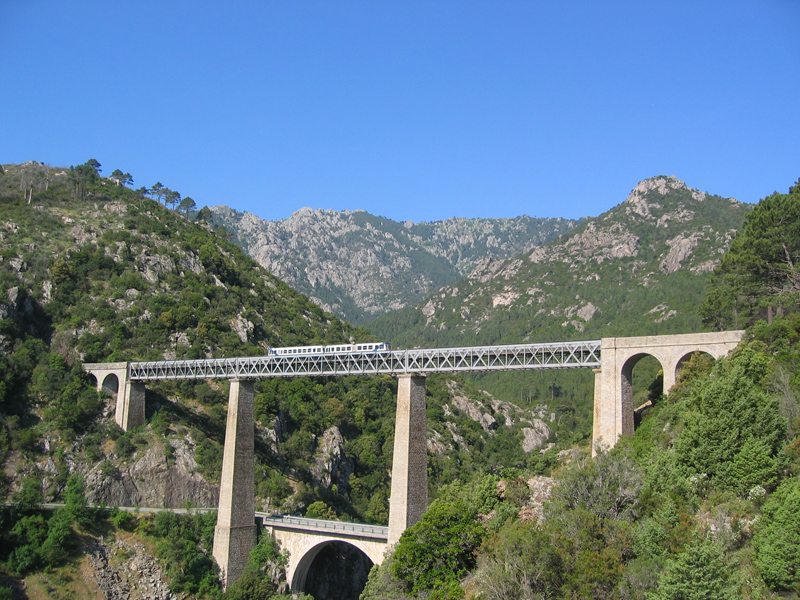
Viaduc du Vecchio traversé par un X 97050 Soulé et sa remorque sur le Réseau Corse.

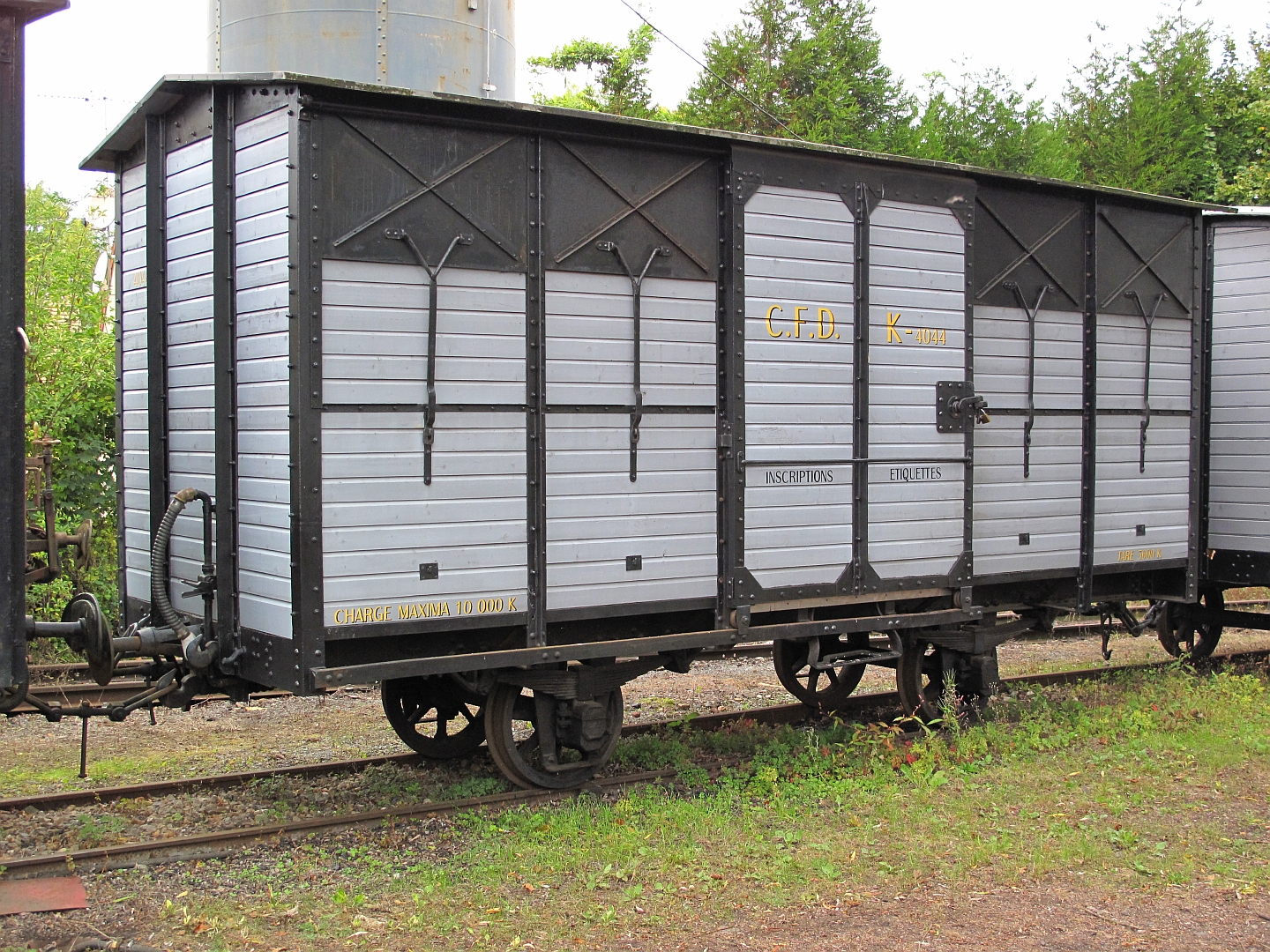
Un wagon couvert ex-CFD Vivarais garé au dépôt de Butry.

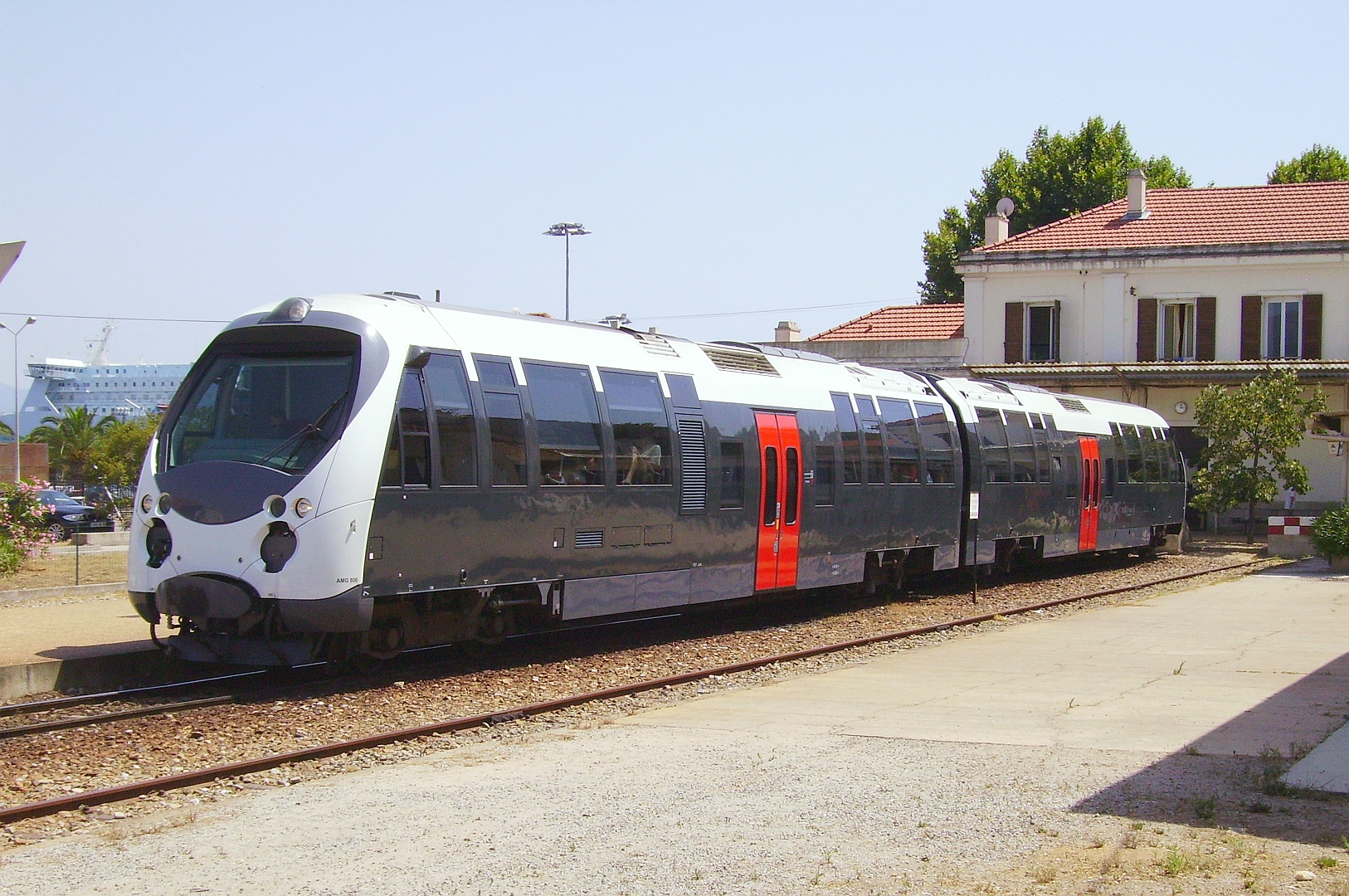
Autorail AMG 800 - CFD Bagnères en gare d'Ajaccio le 15 juillet 2009.

| Réseau(x)                                                     | Ligne(s) |
| ------------------------------------------------------------- | --- |
| Réseau d'Indre-et-Loire nord                                  | Ligne Rillé Hommes-Fondettes Ligne Port-Boulet - Chateau-Renault |
| Réseau d'Indre-et-Loire sud                                   | Ligne Esvres-Le Grand-Pressigny Ligne Ligueil - Écueillé |
| Réseau du Vivarais-Lozère                                     | Ligne La Voulte-sur-Rhône-Le Cheylard (49 km) Ligne Le Cheylard - Dunières (Ardèche, Haute-Loire) 109,900 km 1902 à 1968 Ligne Tournon - Le Cheylard (Ardèche) 53 km 1891 à 1968 Ligne Raucoules - Lavoûte-sur-Loire (Haute-Loire) 42,4 km 1890 - 1902 à 1952 Ligne Florac à Sainte Cécile d'Andorge, 49 km, de 1909 à 1968 |
| Réseau de Saône-et-Loire                                      | Digoin - Toulon-sur-Arroux-Etang-sur-Arroux Toulon sur Arroux - Bourbon Lancy |
| Réseau des Charentes et Deux-Sèvres, lignes d'intérêt Général | Ligne Saint-Jean-d'Angély-Saint-Saviol (1896 - 1951) Ligne Saint-Jean-d'Angély-Marans (1896 - 1951) Ligne Ferrières-d'Aunis-Épannes (1899 - 1951) Ligne Burie-Saintes (1915 - 1951) Ligne Angoulême - Matha (1896 - 1950) Ligne Saint-Jean-d'Angély – Cognac (1896 – 1950)                                                  |
| Réseau de l'Yonne, ligne d'intérêt local                      | Ligne Laroche - L'Isle-Angely, 74,9 km (1887-1951) dit le Tacot du Serein |
| Réseau de Seine-et-Marne                                      | Ligne Montereau - Egreville - Souppes - Chateau Landon (1889-1959)(52 km) Ligne La Ferté-sous-Jouarre - Montmirail (1889-1947) (45 km) Ligne Lagny-Mortcerf (1872-1933) (40 km) |
| Réseau de la Manche construit à voie normale                  | Ligne Valogne - Barfleur (34 km) Ligne St-Martin-d'Audouville - Montebourg (8 km) |

### Réseaux non concédés initialement à la compagnie CFD
- Réseau de la Corse,
- Réseau de la Dordogne (concédé aux Chemins de fer du Périgord et aux Tramways de la Dordogne),
- Réseau de la Vendée (concédé aux chemins de fer de l'État et exploité par les Tramways de la Vendée)
- Réseau de l'Ardèche (de 1923 à 1929, concédé aux Tramways de l'Ardèche, lignes d'Intérêt local de 81 km).

### Lignes  devenues touristiques
- le Chemin de fer du Vivarais (ligne Tournon-Lamastre (Ardèche), de 33 km, section de la ligne Tournon-Le Cheylard)
- les Voies ferrées du Velay (ligne Dunières-Saint-Agrève, de 37 km, section de la ligne Le Cheylard-Dunières).

### Réseaux en activité
Les réseaux actuellement en activité sont ceux de l'Avallonnais (Avallon-Autun), long de 132 km, exploité par la SNCF, les Chemins de fer de la Corse (de 1888 à 1935), 232 km de voie métrique en service et propriété de la Collectivité territoriale de Corse.

## Matériel ferroviaire

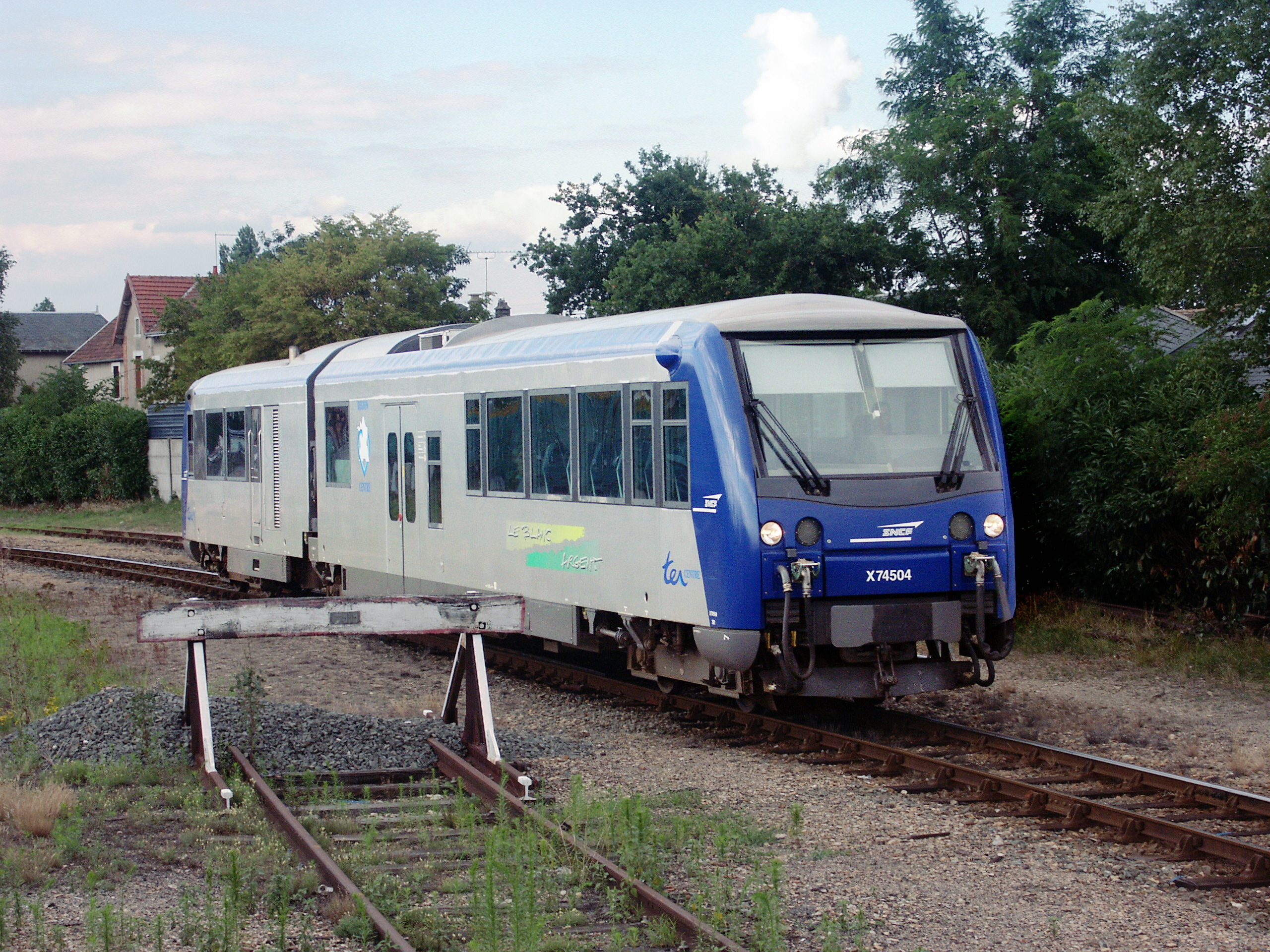
X 74500 de la ligne Blanc-Argent

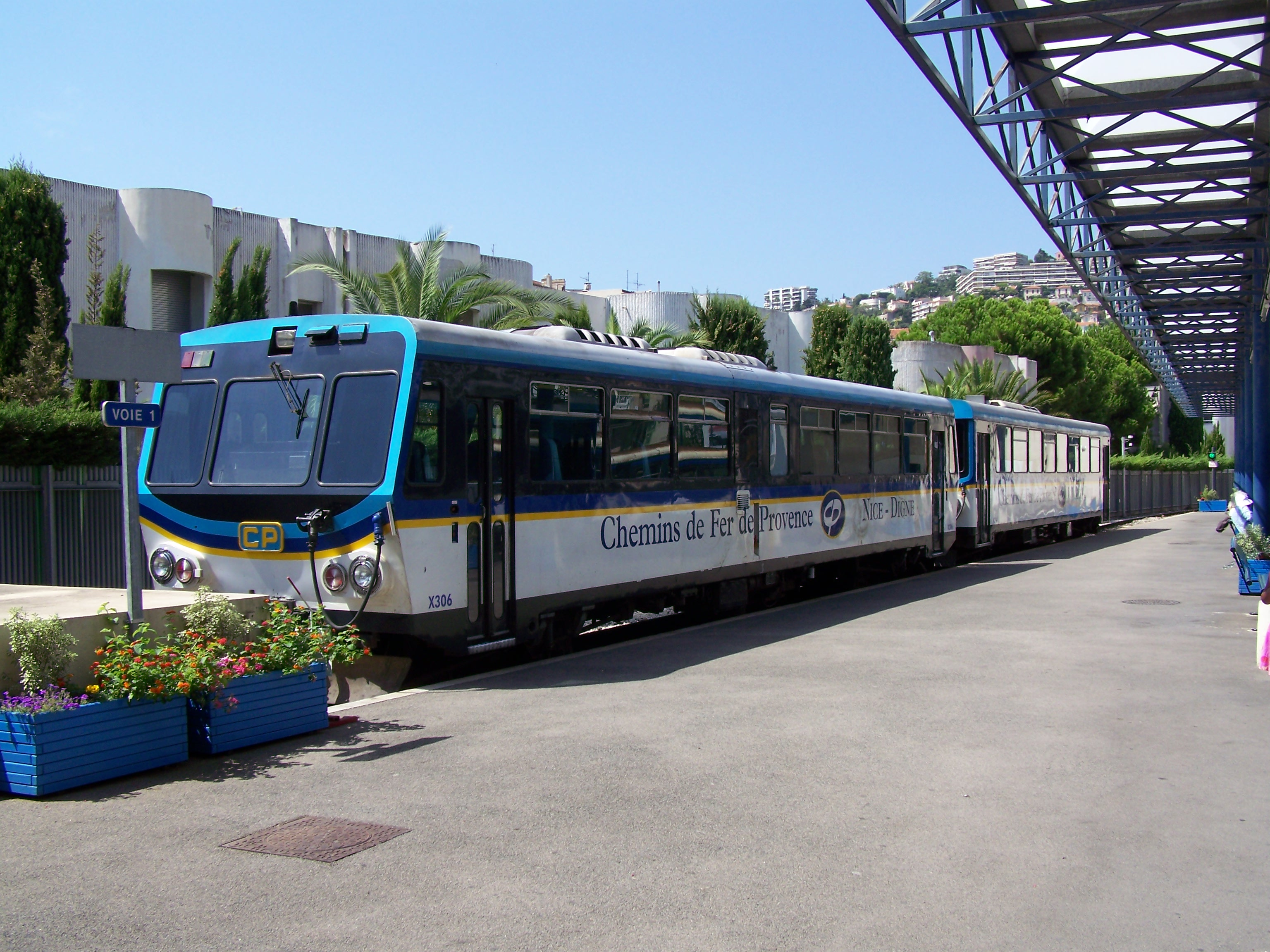
X 306 des Chemins de fer de Provence

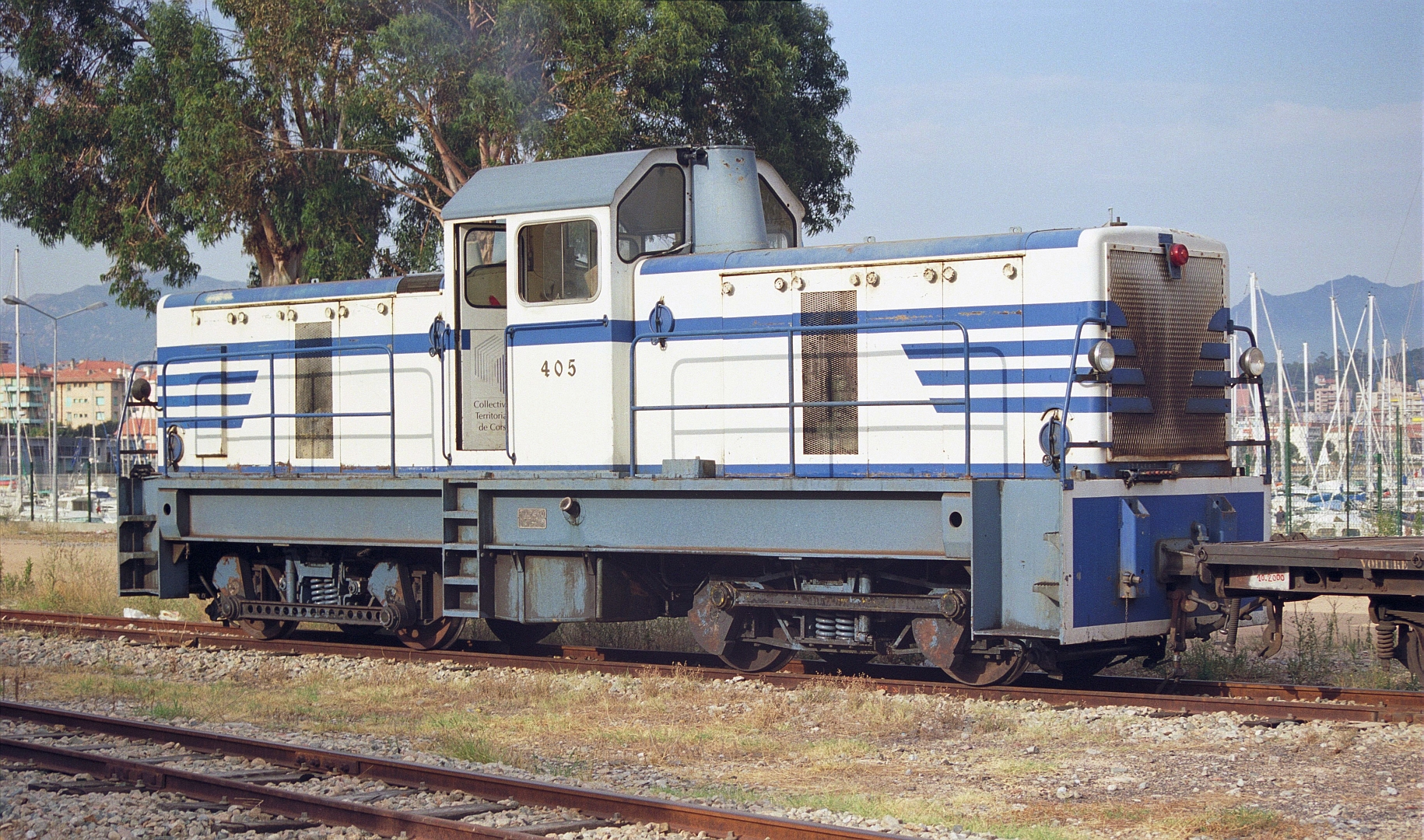
La BB 405 des Chemins de fer de la Corse, construite par CFD

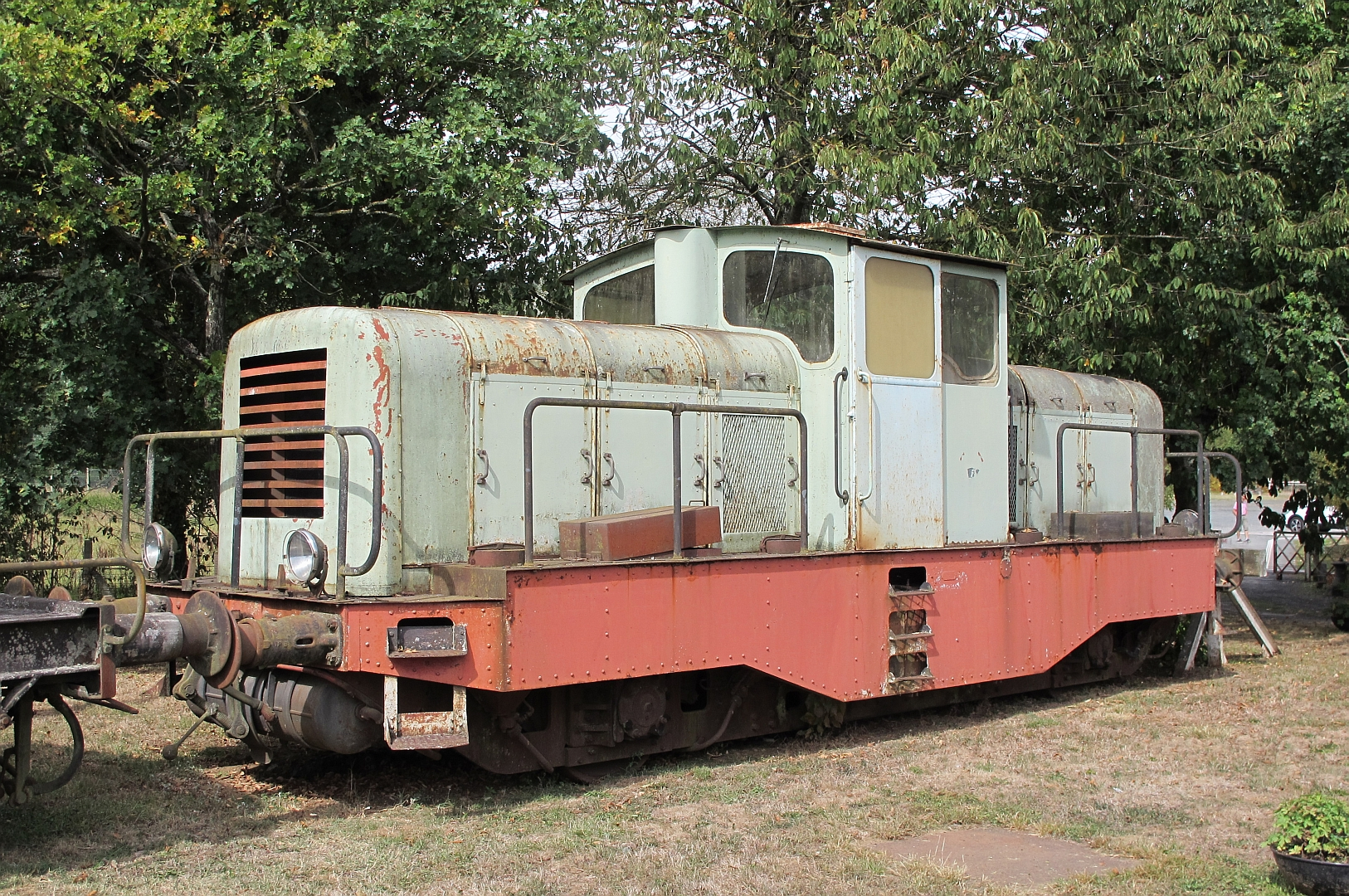
Le locotracteur à voie normale 020-C-113, construit par CFD.

| Chemin de fer                                                             | Matériel utilisé |
| ------------------------------------------------------------------------- | --- |
| Chemin de fer du Blanc-Argent                                             | X 74500 : 5 exemplaires mis en service en 2002, numérotés de X 74501 à X 74505 |
| Chemins de fer de Corse                                                   | X 2000 : 5 exemplaires livrés entre 1975 et 1976 numérotés X 2001 à X 2005 (X 1201 à X 1206 à la mise en service) X 2001,X 2002,X 2005, Vendus et transférés aux Chemins de Fer du Vivarais en janvier 2016 X 5000 : 2 exemplaires livrés entre 1981 et 1982 numérotés de X 5001 à X 5002. Vendus et transférés au chemin de fer du Vivarais en janvier 2016 AMG 800 : 12 exemplaires livrés entre 2007 et 2009 |
| Chemins de fer de Provence                                                | X 300 : 6 autorail mis en service en 1972 et 1977 numérotés X 301 à X 306 depuis 1984 (SY-01 à SY-06 à la mise en service) AMP 800 : 4 exemplaires commandés en 2006 |
| SNCFT (Tunisie)                                                           | AMT 800 : 10 exemplaires commandés en 2005 |
| Autres véhicules                                                          | |
| RATP                                                                      | 14 locomotives livrées en 2005 |
| Eusko Tren (Espagne)                                                      | 12 locomotives bimode commandées en 2006 |
| Véhicule de maintenance rail-route                                        | |
| Métro d'Oslo (Norvège) et Renfe (Espagne)                                 | |
| Funiculaire                                                               | |
| Funiculaires de Laon (Poma 2000), Arcs, Thonon-les-Bains, Tignes et Penly | |

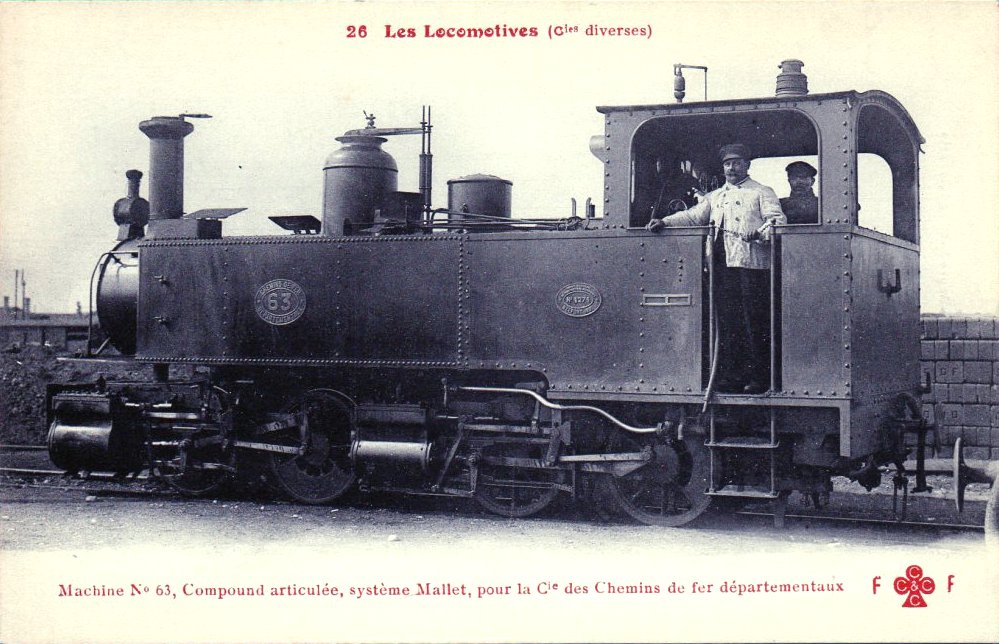
Locomotive articulée no 63 du réseau du Vivarais
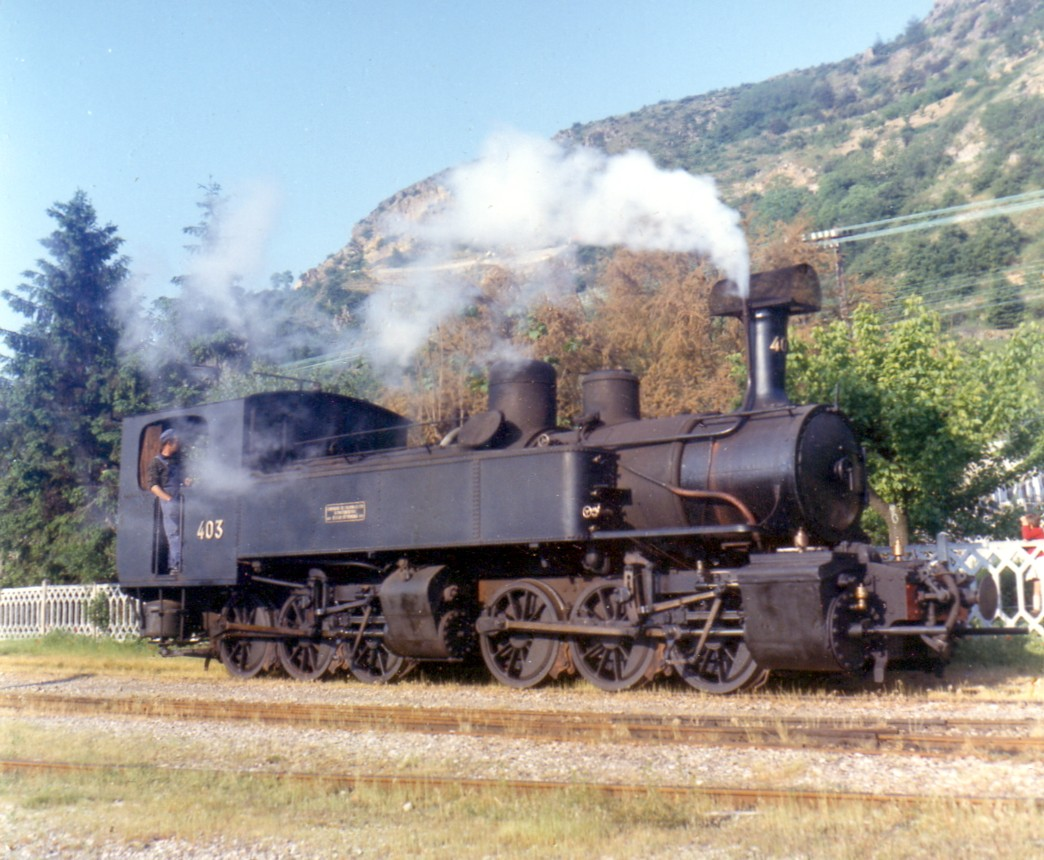
Locomotive articulée no 403 du chemin de fer du Vivarais.
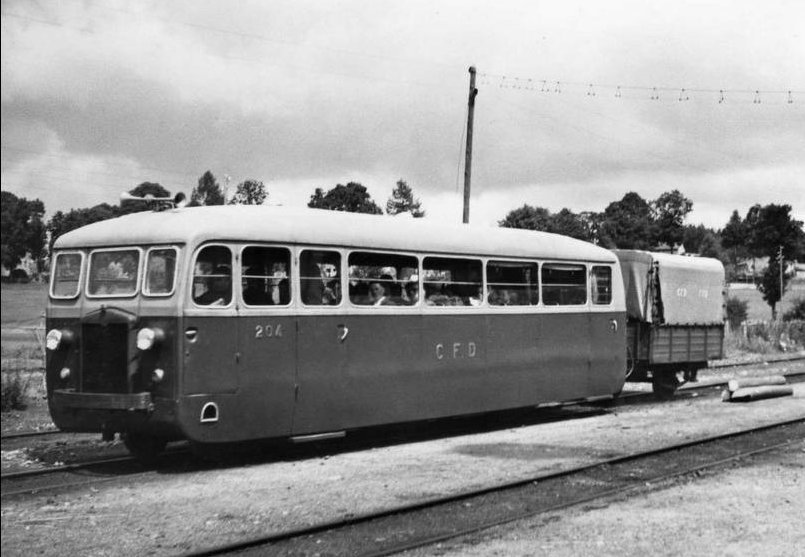
Autorail De Dion-Bouton no 204 et sa remorque à bagages, du réseau du Vivarais.
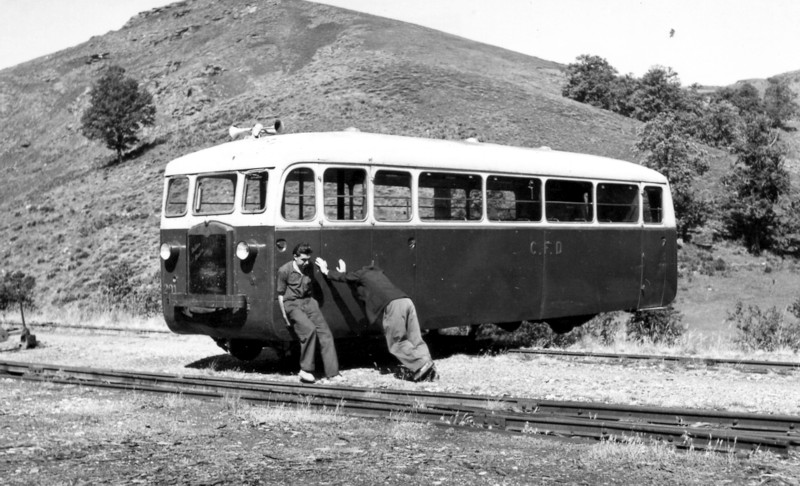
Autorail De Dion-Bouton no 201 en cours de retournement en gare du Rouve-Jalcreste
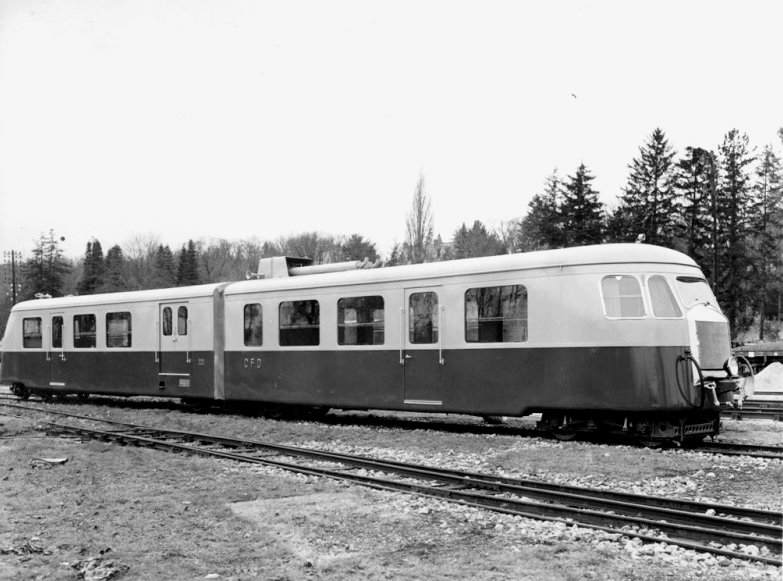
Autorail Billard A 150 D2 du réseau du Vivarais.
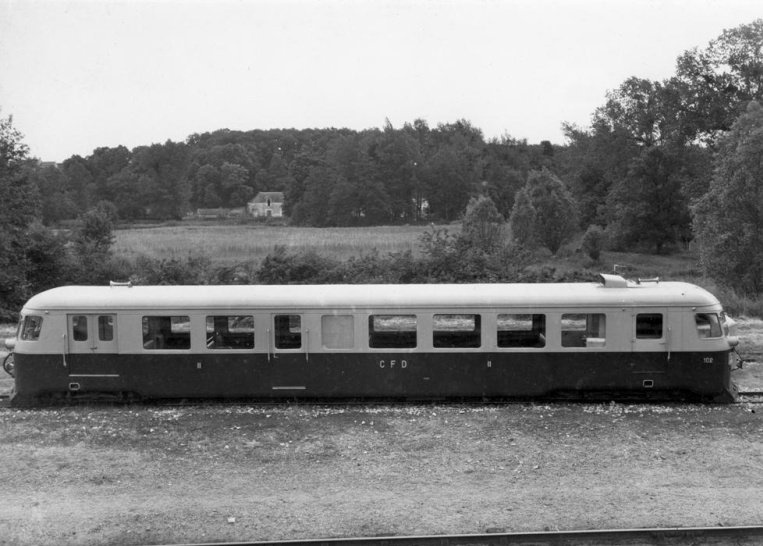
Autorail Billard A 210D du réseau de la Corse

## Logos

De 1881 à 1960
De 1960 à 2020
Depuis 2020